# Холл, Джесс
Джесс Холл (англ. Jess Hall; род. 16 марта 1971, Бирмингем, Уорикшир) — английский кинооператор.

## Биография
Родился 16 марта 1971 года в городе Бирменгем, Англия. Учился в лондонском Центральном колледже искусства и дизайна имени Святого Мартина, и в Нью-Йоркском университете, после окончания которого сотрудничал с известным хореографом Уильямом Форсайтом. Карьеру в кино начал в 1994 году, работая оператором на съемках короткометражных фильмов, после участия в которых перешел к съемкам полнометражных картин, первой из которых стал фильм 2003 года «Стандер».
Является членом Британского общества кинооператоров с 2009 года, и членом Академии кинематографических искусств и наук с 2013 года.

## Фильмография

### Оператор
- 2021 — Ванда/Вижн / WandaVision (реж. Мэтт Шекман)
- 2019 — Море соблазна / Serenity (реж. Стивен Найт)
- 2017 — Призрак в доспехах / Ghost in the Shell (реж. Руперт Сандерс)
- 2014 — Превосходство / Transcendence (реж. Уолли Пфистер)
- 2013 — Захватывающее время / The Spectacular Now (реж. Джеймс Понсольдт)
- 2011 — Успеть за 30 минут / 30 Minutes or Less (реж. Рубен Флейшер)
- 2010 — Больше, чем друг / The Switch (реж. Джош Гордон и Уилл Спек)
- 2009 — Происхождение / Creation (реж. Джон Эмиел)
- 2008 — Возвращение в Брайдсхед / Brideshead Revisited (реж. Джулиан Джаррольд)
- 2008 — Сын Рэмбо / Son of Rambow (реж. Гарт Дженнингс)
- 2007 — Типа крутые легавые / Hot Fuzz (реж. Эдгар Райт)
- 2003 — Стандер / Stander (реж. Бронуэн Хьюз)

## Номинации
- Премия «Спутник» за лучшую операторскую работу
  - номинировался в 2008 году за фильм «Возвращение в Брайдсхед»[5]